# Domèvre-sur-Durbion
Pour les articles homonymes, voir Domèvre et Durbion (homonymie).
Domèvre-sur-Durbion est une commune française située dans le département des Vosges, en région Grand Est.
Ses habitants s'appellent les « Rouges-Cochons »[réf. nécessaire].

### Localisation

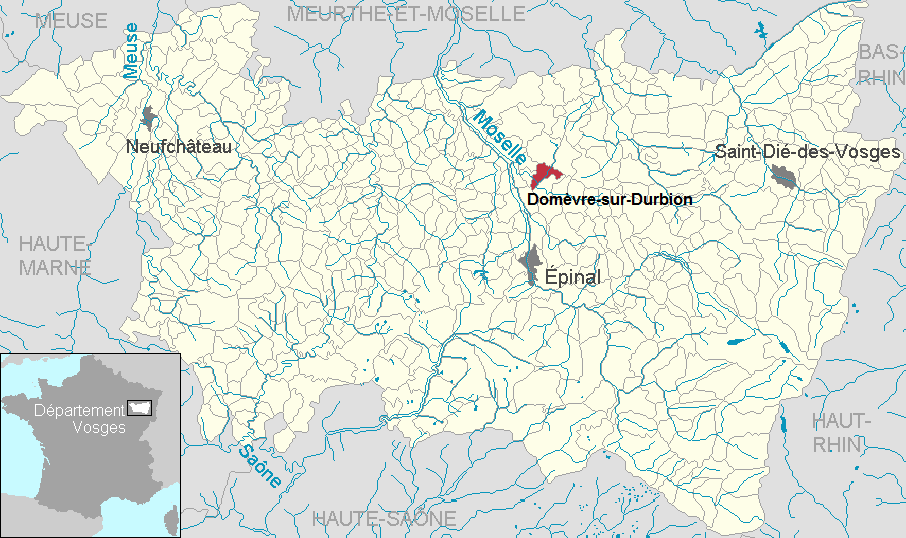
Localisation dans le département.

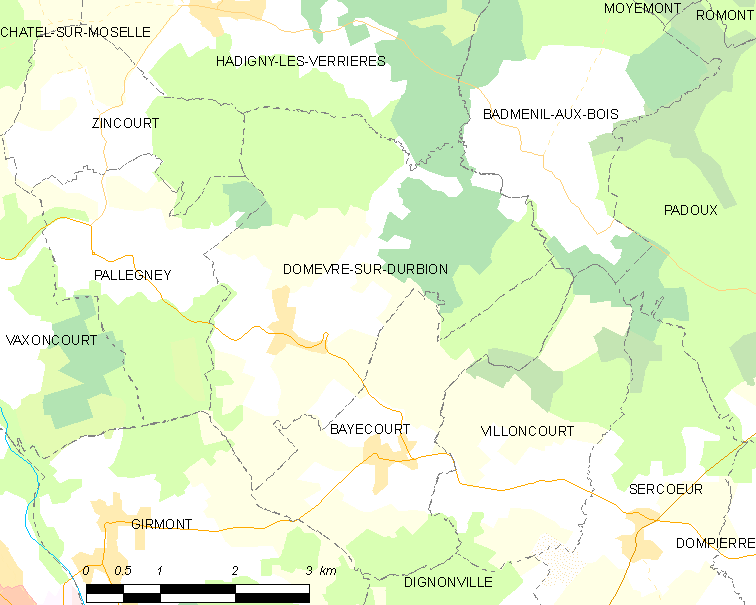
Situation géographique de Domèvre-sur-Durbion.

## Géographie

### Voies de communications et transports

#### Voies routières
- D10 vers Bayecourt, Pallegney[1].

#### Transports en commun
- Fluo Grand Est.

#### Lignes SNCF
- Gare d'Épinal

### Communes limitrophes
| Zincourt         | Hadigny-les-Verrières | Badménil-aux-Bois |
| Pallegney        | Domèvres-sur-Durbion  |                   |
| Capavenir Vosges |                       | Bayecourt         |

### Sismicité
Commune située dans une zone 2 de sismicité faible,.

### Hydrographie et les eaux souterraines
Hydrogéologie et climatologie : Système d’information pour la gestion des eaux souterraines du bassin Rhin-Meuse :
Territoire communal : Occupation du sol (Corinne Land Cover); Cours d'eau (BD Carthage),
Géologie : Carte géologique; Coupes géologiques et techniques,
 Hydrogéologie : Masses d'eau souterraine; BD Lisa; Cartes piézométriques.
La commune est située dans le bassin versant du Rhin au sein du bassin Rhin-Meuse. Elle est drainée par le Durbion, le ruisseau d'Onzaines, le Grand Ruisseau et le ruisseau de Bonvillers,.
Le Durbion, d'une longueur totale de 35,1 km, prend sa source dans la commune de Méménil et se jette  dans la Moselle à Châtel-sur-Moselle, après avoir traversé douze communes.
Le ruisseau d'Onzaines, d'une longueur totale de 11 km, prend sa source dans la commune de Saint-Genest et se jette dans le Durbion sur la commune, après avoir traversé quatre communes.

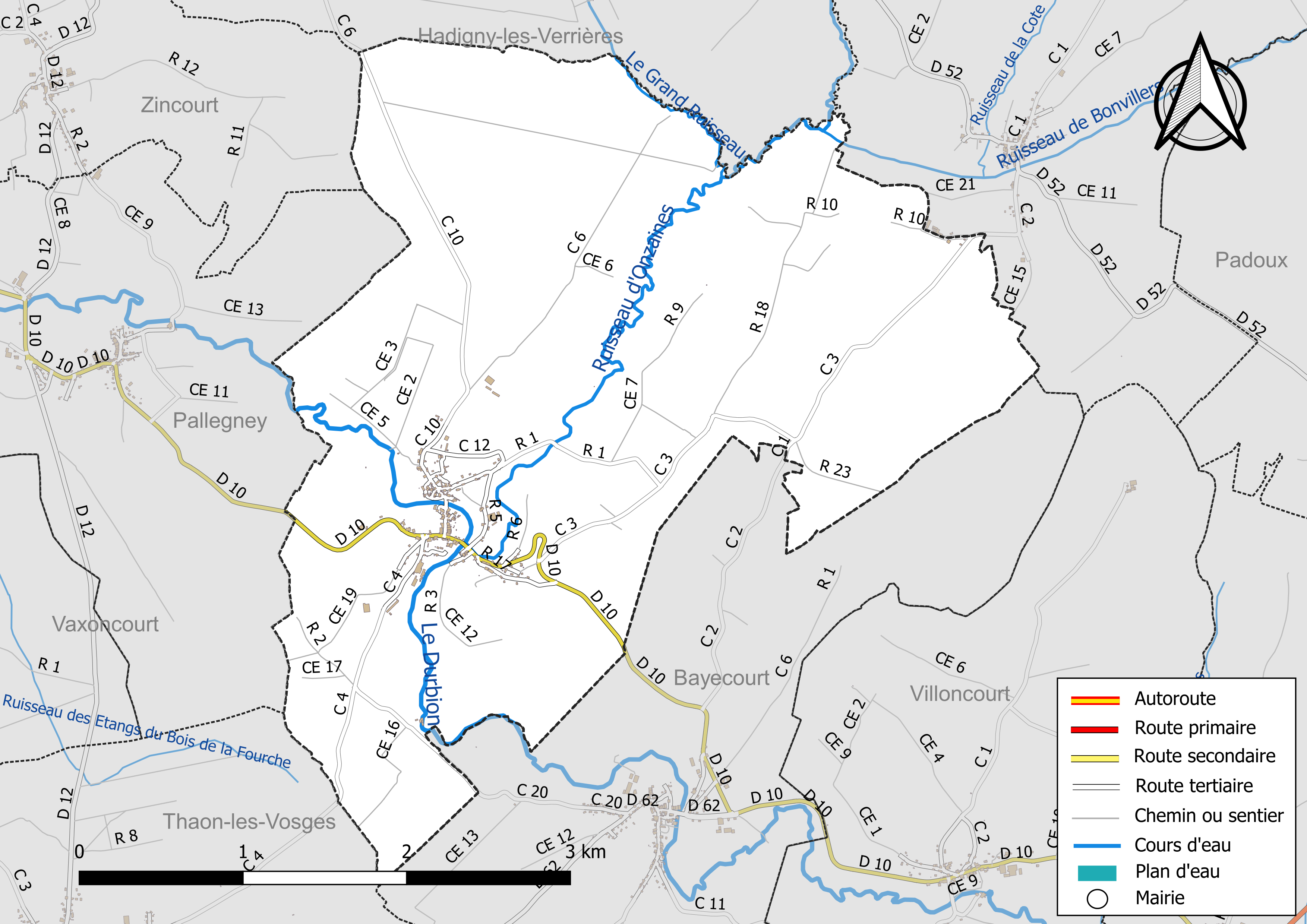
Réseaux hydrographique et routier de Domèvre-sur-Durbion.

La qualité des eaux de baignade et des cours d’eau peut être consultée sur un site dédié géré par les agences de l’eau et l’Agence française pour la biodiversité.

### Climat
Pour des articles plus généraux, voir Climat du Grand Est et Climat des Vosges.
En 2010, le climat de la commune est de type climat de montagne, selon une étude du Centre national de la recherche scientifique s'appuyant sur une série de données couvrant la période 1971-2000. En 2020, Météo-France publie une typologie des climats de la France métropolitaine dans laquelle la commune est exposée à un climat semi-continental et est dans la région climatique Lorraine, plateau de Langres, Morvan, caractérisée par un hiver rude (1,5 °C), des vents modérés et des brouillards fréquents en automne et hiver.
Pour la période 1971-2000, la température annuelle moyenne est de 9,5 °C, avec une amplitude thermique annuelle de 17 °C. Le cumul annuel moyen de précipitations est de 969 mm, avec 12,7 jours de précipitations en janvier et 10,2 jours en juillet. Pour la période 1991-2020, la température moyenne annuelle observée sur la station météorologique de Météo-France la plus proche, « Épinal », sur la commune de Dogneville à 7 km à vol d'oiseau, est de 10,3 °C et le cumul annuel moyen de précipitations est de 907,0 mm. 
La température maximale relevée sur cette station est de 39,3 °C, atteinte le 25 juillet 2019 ; la température minimale est de −18,9 °C, atteinte le 12 janvier 1987,,.
Les paramètres climatiques de la commune ont été estimés pour le milieu du siècle (2041-2070) selon différents scénarios d'émission de gaz à effet de serre à partir des nouvelles projections climatiques de référence DRIAS-2020. Ils sont consultables sur un site dédié publié par Météo-France en novembre 2022.

## Urbanisme

### Typologie
Au 1er janvier 2024, Domèvre-sur-Durbion est catégorisée commune rurale à habitat dispersé, selon la nouvelle grille communale de densité à sept niveaux définie par l'Insee en 2022.
Elle est située hors unité urbaine. Par ailleurs la commune fait partie de l'aire d'attraction d'Épinal, dont elle est une commune de la couronne,. Cette aire, qui regroupe 118 communes, est catégorisée dans les aires de 50 000 à moins de 200 000 habitants,.

### Occupation des sols
L'occupation des sols de la commune, telle qu'elle ressort de la base de données européenne d’occupation biophysique des sols Corine Land Cover (CLC), est marquée par l'importance des territoires agricoles (50,7 % en 2018), en diminution par rapport à 1990 (52,5 %). La répartition détaillée en 2018 est la suivante : 
forêts (45,8 %), terres arables (27,3 %), prairies (23,4 %), zones urbanisées (3,4 %). L'évolution de l’occupation des sols de la commune et de ses infrastructures peut être observée sur les différentes représentations cartographiques du territoire : la carte de Cassini (XVIIIe siècle), la carte d'état-major (1820-1866) et les cartes ou photos aériennes de l'IGN pour la période actuelle (1950 à aujourd'hui).

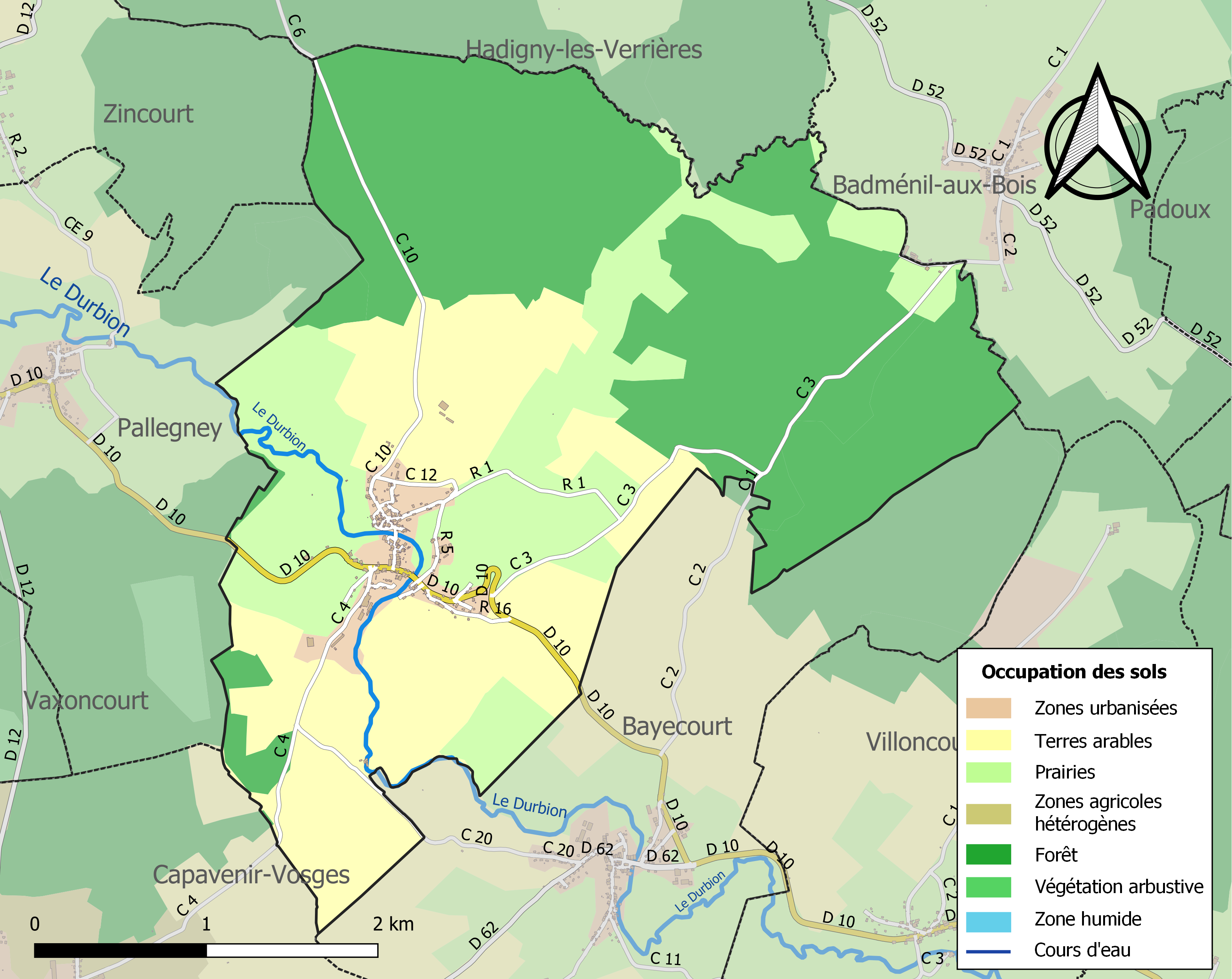
Carte des infrastructures et de l'occupation des sols de la commune en 2018 (CLC).

## Toponymie
Le nom de la localité est attesté sous les formes ? In parochia Domni Apri (1147) ; Domewre selonc Baheicourt (XIIIe siècle) ; Dompevre sur Turbion (1388) ; Dompevre sur Durbion (1390) ; De Dompno Apro (1402) ; Dompmeyvre sur Durbion (1543) ; Domepvre sur Durbion (1594) ; Dommesvre sur Durbion (1656) ; Dompmevre (XVIIe siècle) ; Domêvre-sur-d’Urbion (1753) ; Domêvre-sur-l’Urbion (1779).

Domèvre est un hagiotoponyme caché issu du bas latin domnus et du nom du saint Aper.

Cet hagiotoponyme caché vient du latin médiéval Domnus Aper, où Domnus, littéralement seigneur, maître, désigne un saint. Ce type de toponyme, qui fait d'un saint le maître et le protecteur d'un lieu et de ses habitants, est fréquent au Haut Moyen Âge. Saint Èvre, septième évêque de Toul, était particulièrement vénéré dans ce diocèse (on y compte une cinquantaine d'églises qui lui sont dédiées).
Le Durbion est une rivière française du sud de la Lorraine dont le cours est entièrement inclus dans le département des Vosges.

## Histoire
Le château renaissance de Domèvre-sur-Durbion avait été construit par le seigneur d'Haraucourt (Capitaine et Bailli d'Épinal) au XVIe siècle sur un ancien site castral puis remanié au XVIIe siècle. Sa destruction est un dommage de la guerre 1914-1918. Seul Le vestige le plus remarquable et la porte renaissance ont pu été conservés.
Les vitraux de l'église ont été remplacés à la suite des bombardements du 25 septembre 1944.
En Octobre 2006 eu lieu une crue du Durbion qui provoqua une inondation sans précédent dans la commune.

## Politique et administration
| Période                                  | Période   | Identité         | Étiquette | Qualité              |
| ---------------------------------------- | --------- | ---------------- | --------- | -------------------- |
| Les données manquantes sont à compléter. |           |                  |           |                      |
| avant 1995                               | mars 2001 | Gérard Morel     |           |                      |
| mars 2001                                | mars 2014 | Dominique Lefaux |           |                      |
| mars 2014                                | En cours  | Bernard Morel    |           | Agriculteur retraité |

### Budget et fiscalité 2022

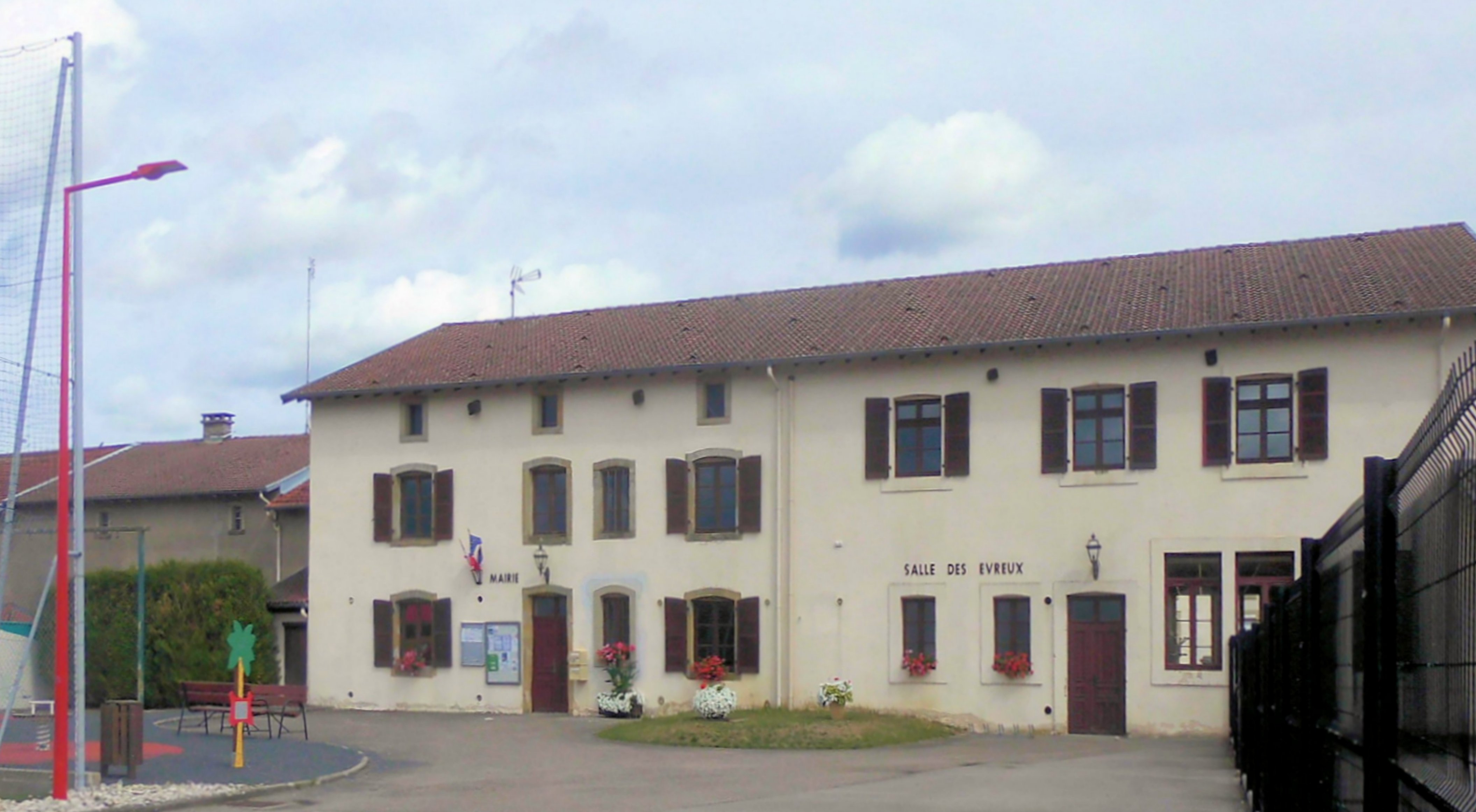
La mairie.

En 2022, le budget de la commune était constitué ainsi :
- total des produits de fonctionnement : 304 000 €, soit 1 090 € par habitant ;
- total des charges de fonctionnement : 191 000 €, soit 685 € par habitant ;
- total des ressources d'investissement : 330 000 €, soit 1 185 € par habitant ;
- total des emplois d'investissement : 241 000 €, soit 865 € par habitant ;
- endettement : 2 000 €, soit 7 € par habitant.

Avec les taux de fiscalité suivants :
- taxe d'habitation : 6,36 % ;
- taxe foncière sur les propriétés bâties : 35,34 % ;
- taxe foncière sur les propriétés non bâties : 7,56 % ;
- taxe additionnelle à la taxe foncière sur les propriétés non bâties : 0,00 % ;
- cotisation foncière des entreprises : 0,00 %.

Chiffres clés Revenus et pauvreté des ménages en 2021 : médiane en 2021 du revenu disponible, par unité de consommation : 22 130 €.

## Population et société

### Démographie

#### Évolution démographique
L'évolution du nombre d'habitants est connue à travers les recensements de la population effectués dans la commune depuis 1793. Pour les communes de moins de 10 000 habitants, une enquête de recensement portant sur toute la population est réalisée tous les cinq ans, les populations de référence des années intermédiaires étant quant à elles estimées par interpolation ou extrapolation. Pour la commune, le premier recensement exhaustif entrant dans le cadre du nouveau dispositif a été réalisé en 2007.

En 2022, la commune comptait 266 habitants, en évolution de −3,27 % par rapport à 2016 (Vosges : −2,96 %, France hors Mayotte : +2,11 %).
| 1793 | 1800 | 1806 | 1821 | 1831 | 1836 | 1841 | 1846 | 1856 |
| ---- | ---- | ---- | ---- | ---- | ---- | ---- | ---- | ---- |
| 400  | 471  | 439  | 478  | 508  | 480  | 489  | 509  | 475  |

| 1861 | 1866 | 1876 | 1881 | 1886 | 1891 | 1896 | 1901 | 1906 |
| ---- | ---- | ---- | ---- | ---- | ---- | ---- | ---- | ---- |
| 473  | 476  | 426  | 422  | 447  | 439  | 433  | 417  | 410  |

| 1911 | 1921 | 1926 | 1931 | 1936 | 1946 | 1954 | 1962 | 1968 |
| ---- | ---- | ---- | ---- | ---- | ---- | ---- | ---- | ---- |
| 393  | 376  | 363  | 354  | 333  | 321  | 311  | 311  | 281  |

| 1975 | 1982 | 1990 | 1999 | 2006 | 2007 | 2012 | 2017 | 2022 |
| ---- | ---- | ---- | ---- | ---- | ---- | ---- | ---- | ---- |
| 254  | 255  | 280  | 300  | 265  | 260  | 287  | 267  | 266  |

### Enseignement
Établissements d'enseignements :
- Écoles maternelles et primaires à Hadigny-les-Verrières, Thaon-les-Vosges, Vaxoncourt, Padoux.
- Collèges à Châtel-sur-Moselle, Thaon-les-Vosges, Épinal, Golbey.
- Lycées à Thaon-les-Vosges, Épinal.

### Santé
Professionnels et établissements de santé :
- Médecins à Girmont, Thaon-les-Vosges, Châtel-sur-Moselle, Chavelot, Nomexy, Dogneville, Golbey.
- Pharmacies à Thaon-les-Vosges, Nomexy, Dogneville, Golbey.
- Hôpitaux à Thaon-les-Vosges, Châtel-sur-Moselle, Golbey, Épinal.

### Cultes
- Culte catholique, Paroisse Saint-Laurent-des-Trois-Rivières[32], Diocèse de Saint-Dié.

## Économie

### Entreprises et commerces

#### Agriculture
- Culture de céréales, de légumineuses et de graines oléagineuses.
- Élevage de vaches laitières.
- Élevage d'autres bovins et de buffles.

#### Tourisme
- Hébergements et restauration à Thaon-les-Vosges, Chavelot, Épinal, Portieux, Vincey.

#### Commerces
- Commerces et services de proximité.

## Culture locale et patrimoine

### Lieux et monuments

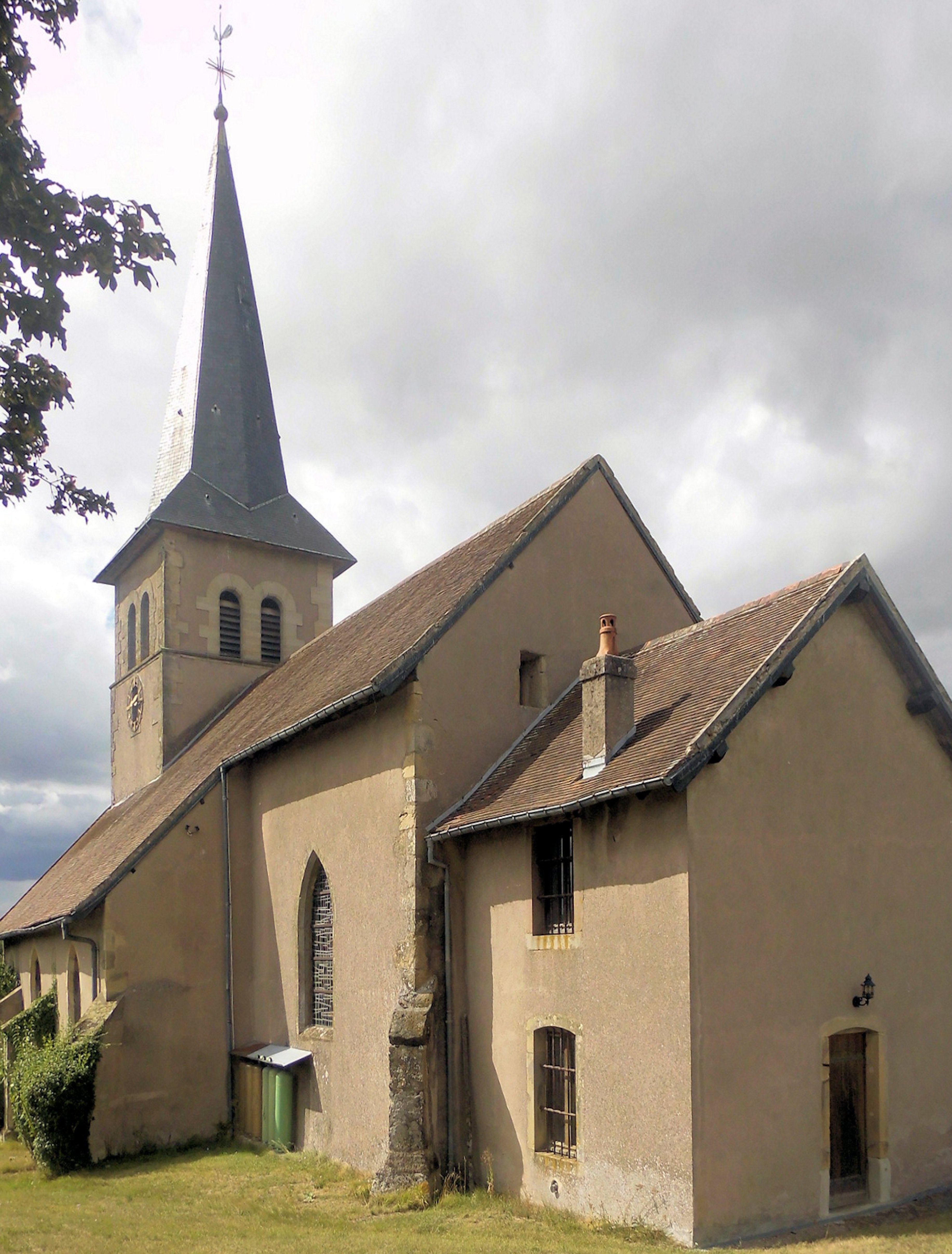
L'église Saint-Maurice.
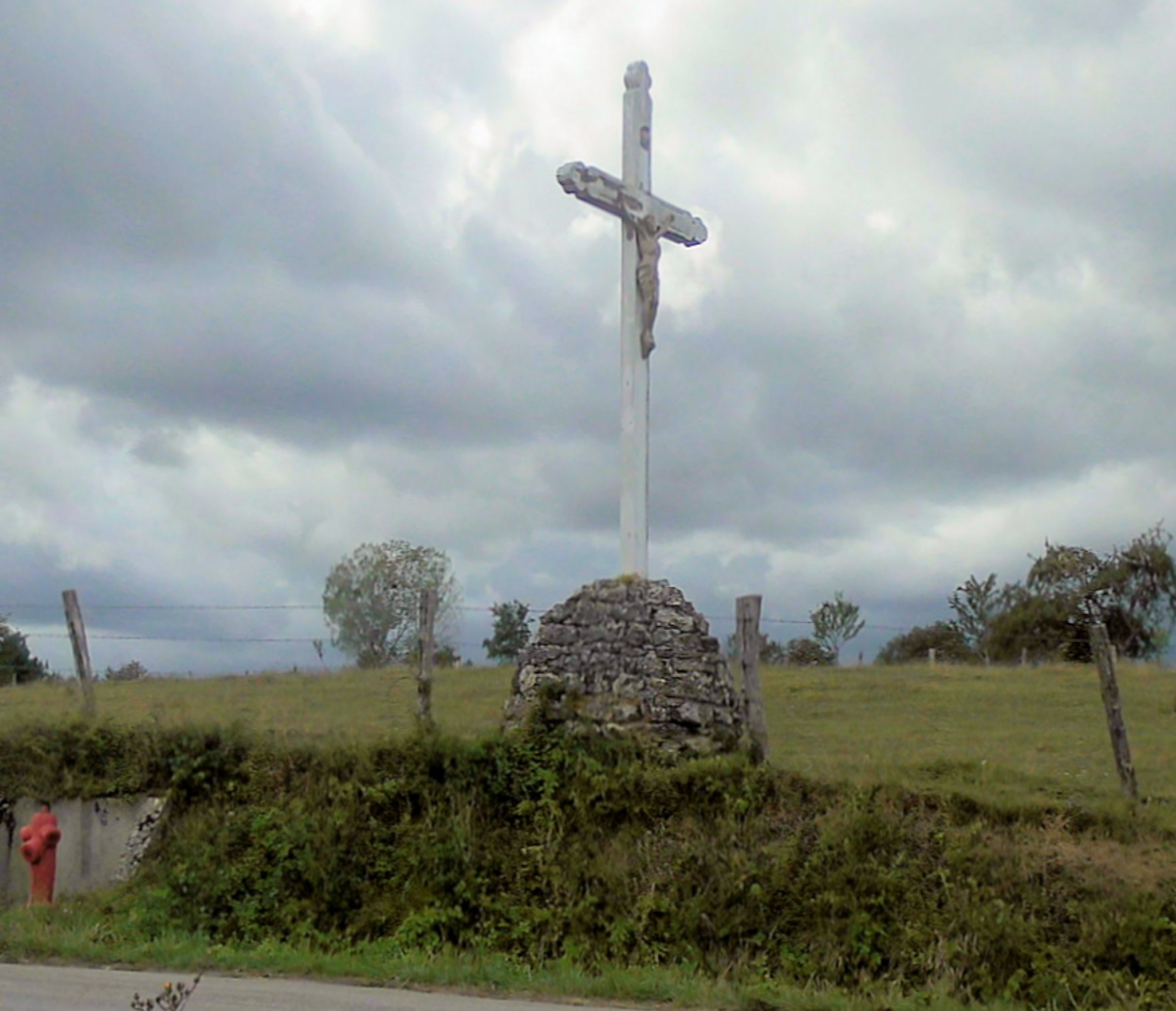
Croix de carrefour.

- La porte de l'ancien château, démoli après la Première Guerre mondiale[33].
- Croix de carrefour de la fin du XVIe siècle classée au titre des monuments historiques par arrêté du 3 juin 1908[34].
- Croix-calvaire (1772), croix de mission appelée Croix des Saints Cavaliers[35].
- Église Saint-Maurice des XVe et XVIe siècles (ancienne chapelle castrale du XIIe siècle), inscrite sur l'inventaire supplémentaire des monuments historiques par arrêté du 16 mars 1926[36].

Tableau l'Institution du Rosaire, cadre.
Chaire à prêcher.
Devant d'autel la Vierge de Pitié.
Autel, retable, statuette dans le bas-côté sud : Vierge à l'Enfant, tableau : Vierge à l'Enfant remettant le Rosaire.
Bâton de confrérie Saint Georges.
5 statues : le Bon Pasteur, Saint Pierre, Saint Paul, Saint Charles Borromée, Saint Ambroise.
- Pietà. Fresque découverte sur la pierre fixe de l'autel, en procédant au transfert du retable[43].
- Monument aux morts[44] : Conflits commémorés : Guerre 1914-1918.
- Ancien moulin à deux tournants[45].

## Pour approfondir